# ژیان‌مرغ زردفام
ژیان‌مرغ زردفام (نام علمی: Empidonax flavescens) نام یک گونه از تیره ژیان‌مرغ است.